# 아카드어

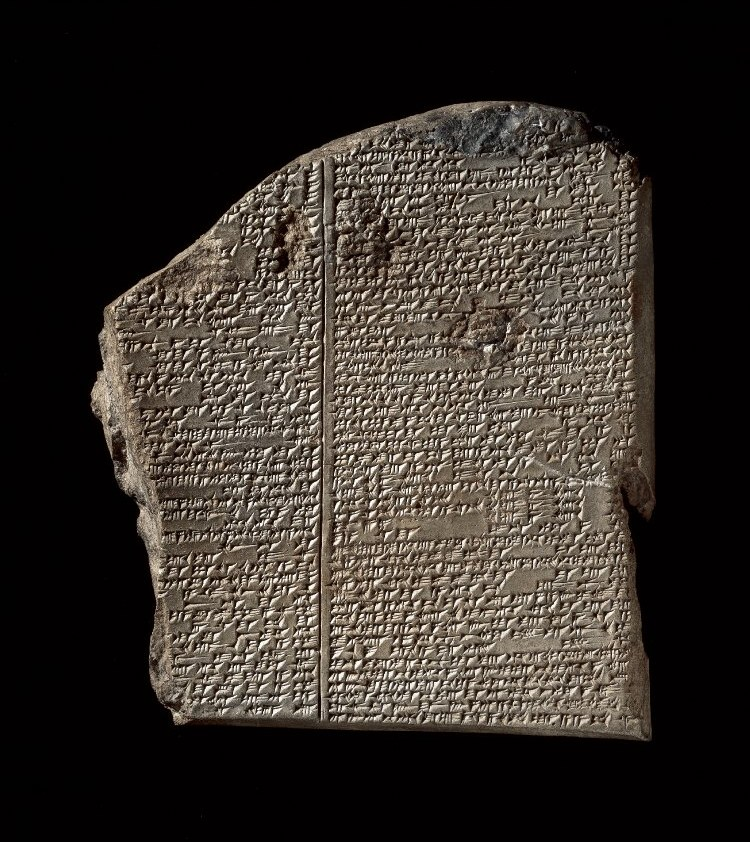
아카드어로된 길가메시 서사시의 대홍수 신화의 점토판

아카드어(아카드어: 𒀝𒅗𒁺𒌑(𒌝)), 아카드어: lišānum, 영어: Akkadian)는 셈어의 일종으로 고대 메소포타미아 특히 아시리아인과 바빌로니아인들에서 쓰였다. 이 때문에 '아시리아-바빌로니아어'이라고도 불린다. 현존하는 셈어파 언어들과는 이질적인 특징들이 있어 동셈어군으로 따로 분류된다.
최초로 문증된 셈어파의 언어인 아카드어는 고대 수메르어에서 유래한 쐐기 문자를 사용하였다. 언어의 이름은 메소포타미아 문명의 주요 중심인 고대도시 아카드에서 유래하였다.

## 변종
아카드어는 지리와 시대에 따라 여러 변종으로 나뉜다.
고 아카드어기원전 2500년대 – 기원전 1950년대
고 바빌로니아어/고 아시리아어기원전 1950년대 – 기원전 1530년대
중기 바빌로니아어/중기 아시리아어기원전 1530년대 – 기원전 1000년대
신 바빌로니아어/신아시리아어기원전 1000년대 – 기원전 600년대
후기 아시리아어기원전 600년대 – 기원전 100년대
바빌로니아어와 아시리아어도 시대가 내려갈수록 아람어의 영향을 크게 받았으며, 최종적으로는 아람어에 압도되어 아카드어는 사용하지 않게 되었다.

## 기록 체계
아카드 문자는 쐐기 문자를 사용하는데 수메르인들에 의해 고안되었고 젖은 점토판에 쐐기를 사용하여 부호를 기록한다. 아카드 문자에 채용되었된 쐐기 문자는 다음을 표현할 수 있다.
1. 수메르어
2. 수메르어 음절
3. 아카드어 음절
4. 음운 보어

설형문자는 여러가지로 아카드어에 적합하지 않았다. 결점 중에는 셈어의 중요한 음을 나타낼 수 없었다.

## 음운
- 자음:b p d t ṭ š z s ṣ l g k q ḫ m n r w y.

|                |        | 양순음 | 치경음 | 치경음  | 후치경음/경구개음 | 연구개음 | 성문음 |
| -------------- | ------ | ------ | ------ | ------- | ----------------- | -------- | ------ |
| 비음           | 비음   | m ⟨m⟩  | n ⟨n⟩  | n ⟨n⟩   |                   |          |        |
| 파열음/ 파찰음 | 무성음 | p ⟨p⟩  | t ⟨t⟩  | t͡s ⟨s⟩  |                   | k ⟨k⟩    | ʔ ⟨ʾ⟩  |
| 파열음/ 파찰음 | 강조음 |        | t’ ⟨ṭ⟩ | t͡s’ ⟨ṣ⟩ |                   | k’ ⟨q⟩   | ʔ ⟨ʾ⟩  |
| 파열음/ 파찰음 | 유성음 | b ⟨b⟩  | d ⟨d⟩  | d͡z ⟨z⟩  |                   | ɡ ⟨g⟩    | ʔ ⟨ʾ⟩  |
| 마찰음         | 마찰음 |        | s ⟨š⟩  | s ⟨š⟩   | ʃ ⟨š⟩             | x ⟨ḫ⟩    |        |
| 접근음         | 접근음 |        | r ⟨r⟩  | l ⟨l⟩   | j ⟨y⟩             | w ⟨w⟩    |        |

1. ↑  아시리아 아카드어 š는 무성 치경 마찰음 [s]을 나타냄.
2. ↑  바빌로니아 아카드어 š는 무성 후치경 마찰음 [ʃ]을 나타냄.

- 모음:a, e, i, u, ā, ē, ī, ū

모음은 4가지로서, 단모음과 장모음이 있다.

## 문법
아카드어는 셈어파로 그 문법적 특색은 아랍어와 비슷하다. 두가지 문법적인 성(남성형과 여성형)을 지닌다.
아카드어 동사는 보통 3자음근을 보지만 둘 또는 넷의 자음근을 지닌 약간의 근들도 존재한다. 세 가지 시제가 있는데 현재형, 과거형(preterite), 미래형(permansive)이 있다.
현재 시제는 미완의 활동을, 과거시제는 완료된 활동을, 미래시제는 상태나 조건을 표현하며 대개 입자를 취한다.
아카드어는 아랍어와는 달리 주로 일정한 복수를 지니지만 일부 남성형 단어는 여성형 복수를 취한다. 그점에서 그것은 히브리어와 비슷하다.

## 어순
아카드의 문장의 어순은 주어+목적어+동사(SOV형)이며 그것은 아랍어와 히브리어와 같은 대부분의 다른 고대 셈어족과 달랐다. 아랍어나 히브리어는 동사-주어-목적어(VSO형)의 순서를 지닌다. 현대의 남셈계 에티오피아어도 SOV형의 순서를 지닌다. 그러나 이들은 역사 시대에 고전적인 주동목(SVO형) 언어인 게에즈어를 개발하였다.
이들 단어 순서는 수메르어의 영향의 결과로 가정되는데, 그것도 SOV형의 순서이다.
두 언어의 원어민이 가깝게 언어적으로 접촉하였으며 적어도 500년간 하나의 사회를 형성하였다는 증거가 있다.

## 같이 보기
- 아시리아
- 바빌로니아
- 함무라비 법전
- 베히스툰 비문